# Coryphaenoides myersi
Coryphaenoides myersi is een straalvinnige vissensoort uit de familie van rattenstaarten (Macrouridae). De wetenschappelijke naam van de soort is voor het eerst geldig gepubliceerd in 1988 door Tomio Iwamoto en Yu. I. Sazonov. De soort is vernoemd naar de collectioneur George S. Myers (1905-1985), voormalig hoogleraar aan de Stanford-universiteit, die ze ontdekte nabij de Galapagoseilanden.